# ایلک
ایلُک (به کرواتی: Ilok) شهری در ایالت ووکوار-سیرمیا کشور کرواسی است که جمعیت آن در سال ۲۰۱۱ میلادی ۷٬۹۳۲ نفر بوده‌است.